# Fading Gigolo
Fading Gigolo (bra: Amante a Domicílio; prt: Quase Gigolo)  é um filme independente norte-americano de 2014 dirigido e escrito por John Turturro. O filme estrela Turturro, Woody Allen, Vanessa Paradis, Sharon Stone, Sofía Vergara e Liev Schreiber. Estreou na seção de Apresentação Especial no Festival Internacional de Cinema de Toronto de 2013. Foi dada uma versão limitada em 18 de abril de 2014 e recebeu críticas mistas.

## Sinopse
Doutora Parker (Sharon Stone), uma dermatologista rica, menciona a seu paciente e dono de livraria em Nova Iorque Murray (Woody Allen) que ela e uma amiga Selima (Sofía Vergara) desejam experimentar um ménage à trois e pergunta se ele conhece um homem disposto a participar. Murray convence seu amigo florista e ex-funcionário Fioravante (John Turturro) a aceitar a proposta, já que ambos precisam de dinheiro. Logo, eles fazem uma parceria em que Fioravante atua como gigolô e Murray como cafetão.[carece de fontes?]

## Elenco
| Ator              | Papel               |
| ----------------- | ------------------- |
| John Turturro     | Fioravante          |
| Woody Allen       | Murray Schwartz     |
| Sharon Stone      | Dra. Parker         |
| Sofía Vergara     | Selima              |
| Vanessa Paradis   | Avigal              |
| Liev Schreiber    | Dovi                |
| Tonya Pinkins     | Othella             |
| Max Casella       | rapaz no balcão     |
| Aida Turturro     | esposa do motorista |
| Bob Balaban       | Sol                 |
| Michael Badalucco | motorista Burly     |
| David Margulies   | Rebbe               |
| Aurélie Claudel   | mulher de Tai Chi   |
| Loan Chabanol     | Loan                |

## Lançamento
O filme foi exibido no Festival Internacional de Cinema de Toronto em setembro de 2013. Em 18 de abril de 2014, o filme recebeu um lançamento limitado nos Estados Unidos.

### Bilheteria
Amante a Domicílio não teve sucesso comercial, ganhando US$ 22 706 304 milhões na bilheteria mundial, com US$ 3 769 873 milhões tendo sido arrecadados nos Estados Unidos.

### Recepção
O filme recebeu críticas mistas, o site Rotten Tomatoes calculou uma média de 55% de aprovação entre os críticos especializados, considerando 126 resenhas. O consenso crítico do site afirma: "Reconhecidamente vulgar e ridículo, o Fading Gigolo obtém uma quantidade surpreendente de quilometragem da química divertida entre sua dupla protagonista". Em outro site, o Metacritic, possui uma pontuação média ponderada de 58 em 100, com base em críticas de 38 críticos, indicando "críticas mistas ou médias".
Geoffrey Macnab, do The Independent, deu ao filme 3 de 5 estrelas, observando que "o truque de Turturro é pegar personagens estereotipados e retratá-los de uma maneira excêntrica e surpreendente". Peter Debruge, da Variety, fez uma revisão favorável. "Certamente se beneficia da presença de Allen a bordo, embora apenas Turturro lute para trazer uma experiência tão calorosa e desarmante para a tela", disse ele. Catherine Shoard, do The Guardian, elogiou o desempenho de Woody Allen, afirmando que "Turturro deu a Allen sua maior e melhor virada na tela em anos". Stephanie Zacharek, do The Village Voice chamou o filme de "uma brisa, agradável tanto pela doçura quanto pela tolice sem desculpas".

## Trilha sonora
| #   | Título                   | Artista           |
| --- | ------------------------ | ----------------- |
| 1.  | "Canadian Sunset"        | Gene Ammons       |
| 2.  | "La violetera"           | Dalida            |
| 3.  | "Neph"                   | Trombone Shorty   |
| 4.  | "My Romance"             | Gene Ammons       |
| 5.  | "Luna rossa"             | M'Barka Ben Taleb |
| 6.  | "Reflejo de Luna"        | Alacran           |
| 7.  | "After the Massage"      | Bill Maxwell      |
| 8.  | "Sway"                   | Dean Martin       |
| 9.  | "I'm a Fool to Want You" | M'Barka Ben Taleb |
| 10. | "Le Torrent"             | Dalida            |
| 11. | "Tu si na cosa grande"   | Vanessa Paradis   |
| 12. | "Meeting in the Park"    | Bill Maxwell      |